# Hugo Pratt
Hugo Pratt (Ugo Eugenio Prat, født 15. juni 1927, død 20. august 1995) var en italiensk tegneserietegner. Hugo Pratt opnåede berømmelse for serien om Corto Maltese, der i 1970'erne blev en af de vigtigste eksponenter for de såkaldte voksentegneserier.

## Biografi
Hugo Pratt voksede op i Venedig i 30'ernes fascistiske Italien. Fra 1937-1943 boede han med sin familie i Abessinien (Etiopien), hvor hans far, der var officer i den italienske hær, var udstationeret. Hugo Pratt beskrev senere krigen mellem engelske specialtropper og den italienske hær i serien Ørkenens Skorpioner. Hans far blev krigsfange og døde i fangenskab i 1943.
I 1943 flyttede han tilbage til Venedig med sin mor og i 1945 blev han tilknyttet magasinet Asso di Piche (Spar es), der blev udgivet af en gruppe tegnere og forfattere, der var stærkt inspireret af amerikanske tegneseriertegnere som Lyman Young, Will Eisner og Milton Caniff. Fra 1949-1962 boede han i Argentina, hvor han fortsatte med at tegne. Her skabte han blandt andet westernserien Sergent Kirk og Anna nella Jungla (Anna fra junglen). I 1960 tilbragte han et år i London, hvor han arbejdede for et engelsk forlag.
I 1962 flyttede Hugo Pratt tilbage til Italien, hvor han i 1967 sammen med Florenzo Ivaldi begyndte at udgive bladet Sgt. Kirk, navngivet efter den figur han havde skabt i Argentina 10 år tidligere. Det var her, at verden for første gang stiftede bekendtskab med Corto Maltese i historien Balladen om det salte hav (Una ballata del Mare Salato). Serien fortsatte senere i det franske tegneserieblad Pif.
Serien om eventyreren Corto Maltese er blevet en af de bedst kendte tegneserier i hele verden og er blevet kaldt voksentegneseriens svar på Tintin. Serien er ikke bare blevet hyldet i Europa, men også i USA, hvor Hugo Pratt i 2005 blev indlemmet i The Comic Book Hall of Fame ved 17th Annual Will Eisner Comic Industry Awards.
Som et kuriosum kan nævnes at Frank Miller i sin nyfortolkning af Batman, The Dark Knight, hylder Hugo Pratt ved at navngive et land, der indgår som en vigtig del af handlingen, Corto Maltese.

## Dokumentarer
Den schweiziske instruktør Stefano Knuchel påbegyndte en trilogi af dokumentarer om Pratt med udgivelsen af Hugo en Afrique i 2009, der fulgt op med Hugo in Argentina i 2021. I 2022 annoncerede Knuchel at han arbejde på tredje del af trilogien, Hugo in Venice.

## Hæder
- 1969: Skabelon:Interlanguage link per il disegnatore italiano (pris til italienske kunstnere) ved Lucca Comics & Games, for Una ballata del mare salato[4]
- 1974: Prix Saint-Michel, for mest realistiske historie
- 1976: Angoulême Festival, Best foreign realistic comic book, for La ballade de la mer salée[5]
- 1981: Angoulême Festival, Elle award[6]
- 1987: Angoulême Festival, Best foreign comic book, for Indian Summer[7]
- 1988: Angoulême Festival, 15-års jubiluæms Grand Prix de la ville d'Angoulême[8]
- 1994: International Cartoonists Exhibition, U Giancu's Prize
- 1996: Max & Moritz Prizes, Tyskland, Bedst tysksprogede imporeterede tegneserie for Saint-Exupéry - le dernier vol
- 2005: indskrevet i Will Eisner Award Hall of Fame